# Tour du Danemark 2015
La 25e édition du Tour du Danemark a eu lieu du 4 au 8 août 2015. La course fait partie du calendrier UCI Europe Tour 2015 en catégorie 2.HC.
L'épreuve a été remportée par le Danois Christopher Juul Jensen (Tinkoff-Saxo) qui s'impose 45 secondes devant son compatriote Lars Bak (Lotto-Soudal) et 49 secondes devant l'Italien Marco Marcato (Wanty-Groupe Gobert).
Le Danois Matti Breschel (Tinkoff-Saxo), vainqueur des troisième et quatrième étapes, gagne le classement par points tandis que le Néerlandais Pim Ligthart (Lotto-Soudal) s'adjuge celui de la montagne. Un autre Danois Mads Würtz Schmidt (ColoQuick), lauréat de la cinquième étape, termine meilleur jeune et le Belge Kenny De Ketele (Topsport Vlaanderen-Baloise) remporte le classement de la combativité. Enfin la formation russe Tinkoff-Saxo gagne le classement par équipes.

## Présentation

### Équipes
Classé en catégorie 2.HC de l'UCI Europe Tour, le Tour du Danemark est par conséquent ouvert aux WorldTeams dans la limite de 70 % des équipes participantes, aux équipes continentales professionnelles, aux équipes continentales danoises et à une équipe nationale danoise.
Dix-huit équipes participent à ce Tour du Danemark - quatre WorldTeams, neuf équipes continentales professionnelles, quatre équipes continentales et une équipe nationale :
| UCI WorldTeams  | UCI WorldTeams | UCI WorldTeams |
| Nom de l'équipe | Pays           | Code           |
| --------------- | -------------- | -------------- |
| Astana          | Kazakhstan     | AST            |
| Lotto-Soudal    | Belgique       | LTS            |
| Sky             | Royaume-Uni    | SKY            |
| Tinkoff-Saxo    | Russie         | TCS            |

| Équipes continentales professionnelles | Équipes continentales professionnelles | Équipes continentales professionnelles |
| Nom de l'équipe                        | Pays                                   | Code                                   |
| -------------------------------------- | -------------------------------------- | -------------------------------------- |
| Bardiani CSF                           | Italie                                 | BAR                                    |
| Bora-Argon 18                          | Allemagne                              | BOA                                    |
| Cult Energy                            | Danemark                               | CLT                                    |
| Europcar                               | France                                 | EUC                                    |
| MTN-Qhubeka                            | Afrique du Sud                         | MTN                                    |
| Novo Nordisk                           | États-Unis                             | TNN                                    |
| Roompot Oranje Peloton                 | Pays-Bas                               | ROP                                    |
| Topsport Vlaanderen-Baloise            | Belgique                               | TSV                                    |
| Wanty-Groupe Gobert                    | Belgique                               | WGG                                    |

| Équipes continentales | Équipes continentales | Équipes continentales |
| Nom de l'équipe       | Pays                  | Code                  |
| --------------------- | --------------------- | --------------------- |
| Almeborg-Bornholm     | Danemark              | ABB                   |
| ColoQuick             | Danemark              | TCQ                   |
| Riwal Platform        | Danemark              | RIW                   |
| Trefor-Blue Water     | Danemark              | TBW                   |

| Équipe nationale             | Équipe nationale | Équipe nationale |
| Nom de l'équipe              | Pays             | Code             |
| ---------------------------- | ---------------- | ---------------- |
| Équipe nationale du Danemark | Danemark         | DEN              |

### Primes
Les vingt prix sont attribués suivant le barème de l'UCI,. Le total général des prix distribués est de 30 278 €.
| Position           | 1er     | 2e      | 3e      | 4e    | 5e    | 6e    | 7e    | 8e    | 9e    | 10e à 20e |
| Classement général | 6 040 € | 3 040 € | 1 510 € | 757 € | 606 € | 455 € | 455 € | 302 € | 302 € | 152 €     |
| Par étape          | 3 615 € | 1 805 € | 905 €   | 455 € | 365 € | 269 € | 269 € | 180 € | 180 € | 92 €      |
| Par demi-étape     | 2 425 € | 1 235 € | 605 €   | 302 € | 241 € | 186 € | 186 € | 122 € | 122 € | 60 €      |

## Étapes
| Étape     | Date   | Villes étapes            |                             | Distance (km) | Vainqueur d’étape    | Leader du classement général |
| --------- | ------ | ------------------------ | --------------------------- | ------------- | -------------------- | ---------------------------- |
| 1re étape | 4 août | Struer - Holstebro       | Étape de plaine             | 177,9         | Lars Boom            | Lars Boom                    |
| 2e étape  | 5 août | Ringkøbing - Aarhus      | Étape de plaine             | 235           | Edvald Boasson Hagen | Lars Boom                    |
| 3e étape  | 6 août | Vejle - Vejle            | Étape de plaine             | 184,8         | Matti Breschel       | Lars Bak                     |
| 4e étape  | 7 août | Slagelse - Frederiksværk | Étape de plaine             | 116,5         | Matti Breschel       | Lars Bak                     |
| 5e étape  | 7 août | Elseneur - Elseneur      | Contre-la-montre individuel | 13,6          | Mads Würtz Schmidt   | Christopher Juul Jensen      |
| 6e étape  | 8 août | Hillerød - Frederiksberg | Étape de plaine             | 150,5         | Michael Mørkøv       | Christopher Juul Jensen      |

## Déroulement de la course

### 1reétape
| Classement de l'étape | Classement de l'étape   | Classement de l'étape | Classement de l'étape  | Classement de l'étape |
|                       | Coureur                 | Pays                  | Équipe                 | Temps                 |
| --------------------- | ----------------------- | --------------------- | ---------------------- | --------------------- |
| 1er                   | Lars Boom               | Pays-Bas              | Astana                 | en 3 h 44 min 7 s     |
| 2e                    | Lars Bak                | Danemark              | Lotto-Soudal           | + 2 s                 |
| 3e                    | Asbjørn Kragh Andersen  | Danemark              | Trefor-Blue Water      | + 2 s                 |
| 4e                    | Mads Pedersen           | Danemark              | Cult Energy            | + 2 s                 |
| 5e                    | Marco Marcato           | Italie                | Wanty-Groupe Gobert    | + 2 s                 |
| 6e                    | Christopher Juul Jensen | Danemark              | Tinkoff-Saxo           | + 2 s                 |
| 7e                    | Nicola Ruffoni          | Italie                | Bardiani CSF           | + 39 s                |
| 8e                    | Raymond Kreder          | Pays-Bas              | Roompot Oranje Peloton | + 39 s                |
| 9e                    | Phil Bauhaus            | Allemagne             | Bora-Argon 18          | + 39 s                |
| 10e                   | Michael Valgren         | Danemark              | Tinkoff-Saxo           | + 39 s                |
| modifier              |                         |                       |                        |                       |

| Classement général | Classement général      | Classement général | Classement général          | Classement général |
|                    | Coureur                 | Pays               | Équipe                      | Temps              |
| ------------------ | ----------------------- | ------------------ | --------------------------- | ------------------ |
| 1er                | Lars Boom               | Pays-Bas           | Astana                      | en 3 h 43 min 57 s |
| 2e                 | Lars Bak                | Danemark           | Lotto-Soudal                | + 6 s              |
| 3e                 | Asbjørn Kragh Andersen  | Danemark           | Trefor-Blue Water           | + 8 s              |
| 4e                 | Mads Pedersen           | Danemark           | Cult Energy                 | + 12 s             |
| 5e                 | Marco Marcato           | Italie             | Wanty-Groupe Gobert         | + 12 s             |
| 6e                 | Christopher Juul Jensen | Danemark           | Tinkoff-Saxo                | + 12 s             |
| 7e                 | Pim Ligthart            | Pays-Bas           | Lotto-Soudal                | + 44 s             |
| 8e                 | Kenny De Ketele         | Belgique           | Topsport Vlaanderen-Baloise | + 47 s             |
| 9e                 | Nicola Ruffoni          | Italie             | Bardiani CSF                | + 49 s             |
| 10e                | Raymond Kreder          | Pays-Bas           | Roompot Oranje Peloton      | + 49 s             |
| modifier           |                         |                    |                             |                    |

### 2eétape
| Classement de l'étape | Classement de l'étape     | Classement de l'étape | Classement de l'étape       | Classement de l'étape |
|                       | Coureur                   | Pays                  | Équipe                      | Temps                 |
| --------------------- | ------------------------- | --------------------- | --------------------------- | --------------------- |
| 1er                   | Edvald Boasson Hagen      | Norvège               | MTN-Qhubeka                 | en 5 h 31 min 29 s    |
| 2e                    | Kristian Sbaragli         | Italie                | MTN-Qhubeka                 | m.t                   |
| 3e                    | Søren Kragh Andersen      | Danemark              | Trefor-Blue Water           | m.t                   |
| 4e                    | Matti Breschel            | Danemark              | Tinkoff-Saxo                | m.t                   |
| 5e                    | Amaury Capiot             | Belgique              | Topsport Vlaanderen-Baloise | m.t                   |
| 6e                    | Michael Carbel Svendgaard | Danemark              | Cult Energy                 | m.t                   |
| 7e                    | Scott Thwaites            | Royaume-Uni           | Bora-Argon 18               | m.t                   |
| 8e                    | Mads Würtz Schmidt        | Danemark              | ColoQuick                   | m.t                   |
| 9e                    | Marco Marcato             | Italie                | Wanty-Groupe Gobert         | m.t                   |
| 10e                   | Christian Knees           | Allemagne             | Sky                         | m.t                   |
| modifier              |                           |                       |                             |                       |

| Classement général | Classement général      | Classement général | Classement général  | Classement général |
|                    | Coureur                 | Pays               | Équipe              | Temps              |
| ------------------ | ----------------------- | ------------------ | ------------------- | ------------------ |
| 1er                | Lars Boom               | Pays-Bas           | Astana              | en 9 h 15 min 23 s |
| 2e                 | Lars Bak                | Danemark           | Lotto-Soudal        | + 9 s              |
| 3e                 | Asbjørn Kragh Andersen  | Danemark           | Trefor-Blue Water   | + 11 s             |
| 4e                 | Marco Marcato           | Italie             | Wanty-Groupe Gobert | + 13 s             |
| 5e                 | Christopher Juul Jensen | Danemark           | Tinkoff-Saxo        | + 15 s             |
| 6e                 | Mads Pedersen           | Danemark           | Cult Energy         | + 15 s             |
| 7e                 | Edvald Boasson Hagen    | Norvège            | MTN-Qhubeka         | + 42 s             |
| 8e                 | Kristian Sbaragli       | Italie             | MTN-Qhubeka         | + 46 s             |
| 9e                 | Pim Ligthart            | Pays-Bas           | Lotto-Soudal        | + 47 s             |
| 10e                | Søren Kragh Andersen    | Danemark           | Trefor-Blue Water   | + 48 s             |
| modifier           |                         |                    |                     |                    |

### 3eétape
| Classement de l'étape | Classement de l'étape   | Classement de l'étape | Classement de l'étape | Classement de l'étape |
|                       | Coureur                 | Pays                  | Équipe                | Temps                 |
| --------------------- | ----------------------- | --------------------- | --------------------- | --------------------- |
| 1er                   | Matti Breschel          | Danemark              | Tinkoff-Saxo          | en 4 h 36 min 35 s    |
| 2e                    | Rasmus Guldhammer       | Danemark              | Cult Energy           | + 1 s                 |
| 3e                    | Alexander Kamp          | Danemark              | ColoQuick             | + 1 s                 |
| 4e                    | Lars Bak                | Danemark              | Lotto-Soudal          | + 1 s                 |
| 5e                    | Marco Marcato           | Italie                | Wanty-Groupe Gobert   | + 1 s                 |
| 6e                    | Gerald Ciolek           | Allemagne             | MTN-Qhubeka           | + 6 s                 |
| 7e                    | Patrick Konrad          | Autriche              | Bora-Argon 18         | + 9 s                 |
| 8e                    | Christopher Juul Jensen | Danemark              | Tinkoff-Saxo          | + 9 s                 |
| 9e                    | Troels Vinther          | Danemark              | Cult Energy           | + 41 s                |
| 10e                   | Jay McCarthy            | Australie             | Tinkoff-Saxo          | + 52 s                |
| modifier              |                         |                       |                       |                       |

| Classement général | Classement général      | Classement général | Classement général  | Classement général |
|                    | Coureur                 | Pays               | Équipe              | Temps              |
| ------------------ | ----------------------- | ------------------ | ------------------- | ------------------ |
| 1er                | Lars Bak                | Danemark           | Lotto-Soudal        | en 13 h 52 min 7 s |
| 2e                 | Marco Marcato           | Italie             | Wanty-Groupe Gobert | + 3 s              |
| 3e                 | Christopher Juul Jensen | Danemark           | Tinkoff-Saxo        | + 12 s             |
| 4e                 | Matti Breschel          | Danemark           | Tinkoff-Saxo        | + 33 s             |
| 5e                 | Rasmus Guldhammer       | Danemark           | Cult Energy         | + 38 s             |
| 6e                 | Alexander Kamp          | Danemark           | ColoQuick           | + 40 s             |
| 7e                 | Gerald Ciolek           | Allemagne          | MTN-Qhubeka         | + 49 s             |
| 8e                 | Patrick Konrad          | Autriche           | Bora-Argon 18       | + 52 s             |
| 9e                 | Troels Vinther          | Danemark           | Cult Energy         | + 1 min 24 s       |
| 10e                | Edvald Boasson Hagen    | Norvège            | MTN-Qhubeka         | + 1 min 25 s       |
| modifier           |                         |                    |                     |                    |

### 4eétape
| Classement de l'étape | Classement de l'étape   | Classement de l'étape | Classement de l'étape        | Classement de l'étape |
|                       | Coureur                 | Pays                  | Équipe                       | Temps                 |
| --------------------- | ----------------------- | --------------------- | ---------------------------- | --------------------- |
| 1er                   | Matti Breschel          | Danemark              | Tinkoff-Saxo                 | en 2 h 23 min 57 s    |
| 2e                    | Edvald Boasson Hagen    | Norvège               | MTN-Qhubeka                  | m.t                   |
| 3e                    | Magnus Cort Nielsen     | Danemark              | Équipe nationale du Danemark | m.t                   |
| 4e                    | Marco Marcato           | Italie                | Wanty-Groupe Gobert          | m.t                   |
| 5e                    | Nicola Ruffoni          | Italie                | Bardiani CSF                 | m.t                   |
| 6e                    | Tom Devriendt           | Belgique              | Wanty-Groupe Gobert          | m.t                   |
| 7e                    | Maurits Lammertink      | Pays-Bas              | Roompot Oranje Peloton       | m.t                   |
| 8e                    | Yannick Martinez        | France                | Europcar                     | m.t                   |
| 9e                    | Ben Swift               | Royaume-Uni           | Sky                          | m.t                   |
| 10e                   | Christopher Juul Jensen | Danemark              | Tinkoff-Saxo                 | m.t                   |
| modifier              |                         |                       |                              |                       |

| Classement général | Classement général      | Classement général | Classement général  | Classement général |
|                    | Coureur                 | Pays               | Équipe              | Temps              |
| ------------------ | ----------------------- | ------------------ | ------------------- | ------------------ |
| 1er                | Lars Bak                | Danemark           | Lotto-Soudal        | en 16 h 16 min 4 s |
| 2e                 | Marco Marcato           | Italie             | Wanty-Groupe Gobert | + 3 s              |
| 3e                 | Christopher Juul Jensen | Danemark           | Tinkoff-Saxo        | + 12 s             |
| 4e                 | Matti Breschel          | Danemark           | Tinkoff-Saxo        | + 27 s             |
| 5e                 | Rasmus Guldhammer       | Danemark           | Cult Energy         | + 38 s             |
| 6e                 | Alexander Kamp          | Danemark           | ColoQuick           | + 40 s             |
| 7e                 | Patrick Konrad          | Autriche           | Bora-Argon 18       | + 52 s             |
| 8e                 | Gerald Ciolek           | Allemagne          | MTN-Qhubeka         | + 1 min 2 s        |
| 9e                 | Edvald Boasson Hagen    | Norvège            | MTN-Qhubeka         | + 1 min 21 s       |
| 10e                | Troels Vinther          | Danemark           | Cult Energy         | + 1 min 24 s       |
| modifier           |                         |                    |                     |                    |

### 5eétape
| Classement de l'étape | Classement de l'étape   | Classement de l'étape | Classement de l'étape | Classement de l'étape |
|                       | Coureur                 | Pays                  | Équipe                | Temps                 |
| --------------------- | ----------------------- | --------------------- | --------------------- | --------------------- |
| 1er                   | Mads Würtz Schmidt      | Danemark              | ColoQuick             | en 15 min 45 s        |
| 2e                    | Christopher Juul Jensen | Danemark              | Tinkoff-Saxo          | + 15 s                |
| 3e                    | Søren Kragh Andersen    | Danemark              | Trefor-Blue Water     | + 15 s                |
| 4e                    | Daniil Fominykh         | Kazakhstan            | Astana                | + 30 s                |
| 5e                    | Edvald Boasson Hagen    | Norvège               | MTN-Qhubeka           | + 33 s                |
| 6e                    | Michael Valgren         | Danemark              | Tinkoff-Saxo          | + 36 s                |
| 7e                    | Asbjørn Kragh Andersen  | Danemark              | Trefor-Blue Water     | + 36 s                |
| 8e                    | Patrick Konrad          | Autriche              | Bora-Argon 18         | + 39 s                |
| 9e                    | Mads Pedersen           | Danemark              | Cult Energy           | + 42 s                |
| 10e                   | Rasmus Christian Quaade | Danemark              | Cult Energy           | + 44 s                |
| modifier              |                         |                       |                       |                       |

| Classement général | Classement général      | Classement général | Classement général  | Classement général  |
|                    | Coureur                 | Pays               | Équipe              | Temps               |
| ------------------ | ----------------------- | ------------------ | ------------------- | ------------------- |
| 1er                | Christopher Juul Jensen | Danemark           | Tinkoff-Saxo        | en 16 h 32 min 16 s |
| 2e                 | Lars Bak                | Danemark           | Lotto-Soudal        | + 45 s              |
| 3e                 | Marco Marcato           | Italie             | Wanty-Groupe Gobert | + 53 s              |
| 4e                 | Rasmus Guldhammer       | Danemark           | Cult Energy         | + 1 min 4 s         |
| 5e                 | Patrick Konrad          | Autriche           | Bora-Argon 18       | + 1 min 4 s         |
| 6e                 | Mads Würtz Schmidt      | Danemark           | ColoQuick           | + 1 min 26 s        |
| 7e                 | Edvald Boasson Hagen    | Norvège            | MTN-Qhubeka         | + 1 min 27 s        |
| 8e                 | Alexander Kamp          | Danemark           | ColoQuick           | + 1 min 30 s        |
| 9e                 | Matti Breschel          | Danemark           | Tinkoff-Saxo        | + 1 min 36 s        |
| 10e                | Gerald Ciolek           | Allemagne          | MTN-Qhubeka         | + 1 min 44 s        |
| modifier           |                         |                    |                     |                     |

### 6eétape
| Classement de l'étape | Classement de l'étape  | Classement de l'étape | Classement de l'étape        | Classement de l'étape |
|                       | Coureur                | Pays                  | Équipe                       | Temps                 |
| --------------------- | ---------------------- | --------------------- | ---------------------------- | --------------------- |
| 1er                   | Michael Mørkøv         | Danemark              | Tinkoff-Saxo                 | en 3 h 9 min 59 s     |
| 2e                    | Matti Breschel         | Danemark              | Tinkoff-Saxo                 | m.t                   |
| 3e                    | Edvald Boasson Hagen   | Norvège               | MTN-Qhubeka                  | m.t                   |
| 4e                    | Raymond Kreder         | Pays-Bas              | Roompot Oranje Peloton       | m.t                   |
| 5e                    | Nicola Ruffoni         | Italie                | Bardiani CSF                 | m.t                   |
| 6e                    | Asbjørn Kragh Andersen | Danemark              | Trefor-Blue Water            | m.t                   |
| 7e                    | Amaury Capiot          | Belgique              | Topsport Vlaanderen-Baloise  | m.t                   |
| 8e                    | Kenny Dehaes           | Belgique              | Lotto-Soudal                 | m.t                   |
| 9e                    | Magnus Cort Nielsen    | Danemark              | Équipe nationale du Danemark | m.t                   |
| 10e                   | Marco Marcato          | Italie                | Wanty-Groupe Gobert          | m.t                   |
| modifier              |                        |                       |                              |                       |

## Classements finals

### Classement général final
| Classement général final | Classement général final | Classement général final | Classement général final     | Classement général final |
|                          | Coureur                  | Pays                     | Équipe                       | Temps                    |
| ------------------------ | ------------------------ | ------------------------ | ---------------------------- | ------------------------ |
| 1er                      | Christopher Juul Jensen  | Danemark                 | Tinkoff-Saxo                 | en 19 h 42 min 19 s      |
| 2e                       | Lars Bak                 | Danemark                 | Lotto-Soudal                 | + 45 s                   |
| 3e                       | Marco Marcato            | Italie                   | Wanty-Groupe Gobert          | + 49 s                   |
| 4e                       | Rasmus Guldhammer        | Danemark                 | Cult Energy                  | + 1 min 0 s              |
| 5e                       | Patrick Konrad           | Autriche                 | Bora-Argon 18                | + 1 min 4 s              |
| 6e                       | Edvald Boasson Hagen     | Norvège                  | MTN-Qhubeka                  | + 1 min 19 s             |
| 7e                       | Mads Würtz Schmidt       | Danemark                 | ColoQuick                    | + 1 min 26 s             |
| 8e                       | Matti Breschel           | Danemark                 | Tinkoff-Saxo                 | + 1 min 26 s             |
| 9e                       | Alexander Kamp           | Danemark                 | ColoQuick                    | + 1 min 30 s             |
| 10e                      | Magnus Cort Nielsen      | Danemark                 | Équipe nationale du Danemark | + 1 min 54 s             |
| modifier                 |                          |                          |                              |                          |

### Classements annexes
| Classement par points | Classement par points | Classement par points | Classement par points | Classement par points |
| --------------------- | --------------------- | --------------------- | --------------------- | --------------------- |
|                       | Coureur               | Pays                  | Équipe                | Point(s)              |
| 1er                   | Matti Breschel        | Danemark              | Tinkoff-Saxo          | 51 points             |
| 2e                    | Edvald Boasson Hagen  | Norvège               | MTN-Qhubeka           | 45 pts                |
| 3e                    | Marco Marcato         | Italie                | Wanty-Groupe Gobert   | 38 pts                |
| modifier              |                       |                       |                       |                       |

| Classement de la montagne | Classement de la montagne | Classement de la montagne | Classement de la montagne | Classement de la montagne |
| ------------------------- | ------------------------- | ------------------------- | ------------------------- | ------------------------- |
|                           | Coureur                   | Pays                      | Équipe                    | Point(s)                  |
| 1er                       | Pim Ligthart              | Pays-Bas                  | Lotto-Soudal              | 46 points                 |
| 2e                        | Patrick Clausen           | Danemark                  | Trefor-Blue Water         | 38 pts                    |
| 3e                        | Brian van Goethem         | Pays-Bas                  | Roompot Oranje Peloton    | 30 pts                    |
| modifier                  |                           |                           |                           |                           |

| Classement du meilleur jeune | Classement du meilleur jeune | Classement du meilleur jeune | Classement du meilleur jeune | Classement du meilleur jeune |
|                              | Coureur                      | Pays                         | Équipe                       | Temps                        |
| ---------------------------- | ---------------------------- | ---------------------------- | ---------------------------- | ---------------------------- |
| 1er                          | Mads Würtz Schmidt           | Danemark                     | ColoQuick                    | en 19 h 43 min 45 s          |
| 2e                           | Alexander Kamp               | Danemark                     | ColoQuick                    | + 4 s                        |
| 3e                           | Magnus Cort Nielsen          | Danemark                     | Équipe nationale du Danemark | + 28 s                       |
| modifier                     |                              |                              |                              |                              |

| Classement de la combativité | Classement de la combativité | Classement de la combativité | Classement de la combativité | Classement de la combativité |
| ---------------------------- | ---------------------------- | ---------------------------- | ---------------------------- | ---------------------------- |
|                              | Coureur                      | Pays                         | Équipe                       | Point(s)                     |
| 1er                          | Kenny De Ketele              | Belgique                     | Topsport Vlaanderen-Baloise  | 20 points                    |
| 2e                           | Pim Ligthart                 | Pays-Bas                     | Lotto-Soudal                 | 14 pts                       |
| 3e                           | Mathias Krigbaum             | Danemark                     | Équipe nationale du Danemark | 10 pts                       |
| modifier                     |                              |                              |                              |                              |

| \| Classement par équipes[9] \| Classement par équipes[9] \| Classement par équipes[9] \| Classement par équipes[9] \| \| \| Équipe \| Pays \| Temps \| \| ------------------------- \| ------------------------- \| ------------------------- \| ------------------------- \| \| 1re \| Tinkoff-Saxo \| Russie \| en 59 h 9 min 54 s \| \| 2e \| Lotto-Soudal \| Belgique \| + 2 min 48 s \| \| 3e \| Sky \| Royaume-Uni \| + 5 min 49 s \| \| modifier \| \| \| \| |              |             |                    |
| Classement par équipes |              |             |                    |
| | Équipe       | Pays        | Temps              |
| 1re | Tinkoff-Saxo | Russie      | en 59 h 9 min 54 s |
| 2e | Lotto-Soudal | Belgique    | + 2 min 48 s       |
| 3e | Sky          | Royaume-Uni | + 5 min 49 s       |
| modifier |              |             |                    |

### UCI Europe Tour
Ce Tour du Danemark attribue des points pour l'UCI Europe Tour 2015, par équipes seulement aux coureurs des équipes continentales professionnelles et continentales, individuellement à tous les coureurs sauf ceux faisant partie d'une équipe ayant un label WorldTeam.
| Position,          | 1er | 2e | 3e | 4e | 5e | 6e | 7e | 8e | 9e | 10e | 11e | 12e | 13e | 14e | 15e |
| Classement général | 100 | 70 | 40 | 30 | 25 | 20 | 15 | 10 | 9  | 8   | 7   | 6   | 5   | 4   | 3   |
| Par étape          | 20  | 14 | 8  | 7  | 6  | 5  | 4  | 2  |    |     |     |     |     |     |     |
| Leader, par étape  | 10  |    |    |    |    |    |    |    |    |     |     |     |     |     |     |

| Cycliste                  | Équipe                      | Général | Étape | Leader | Total |
| ------------------------- | --------------------------- | ------- | ----- | ------ | ----- |
| Edvald Boasson Hagen      | MTN-Qhubeka                 | 20      | 48    | -      | 68    |
| Marco Marcato             | Wanty-Groupe Gobert         | 40      | 19    | -      | 59    |
| Rasmus Guldhammer         | Cult Energy                 | 30      | 14    | -      | 44    |
| Mads Würtz Schmidt        | ColoQuick                   | 15      | 22    | -      | 37    |
| Patrick Konrad            | Bora-Argon 18               | 25      | 6     | -      | 31    |
| Alexander Kamp            | ColoQuick                   | 9       | 8     | -      | 17    |
| Asbjørn Kragh Andersen    | Trefor-Blue Water           | -       | 17    | -      | 17    |
| Søren Kragh Andersen      | Trefor-Blue Water           | -       | 16    | -      | 16    |
| Nicola Ruffoni            | Bardiani CSF                | -       | 16    | -      | 16    |
| Kristian Sbaragli         | MTN-Qhubeka                 | -       | 14    | -      | 14    |
| Amaury Capiot             | Topsport Vlaanderen-Baloise | -       | 10    | -      | 10    |
| Maurits Lammertink        | Roompot Oranje Peloton      | 6       | 4     | -      | 10    |
| Raymond Kreder            | Roompot Oranje Peloton      | -       | 9     | -      | 9     |
| Mads Pedersen             | Cult Energy                 | -       | 7     | -      | 7     |
| Troels Vinther            | Cult Energy                 | 7       | -     | -      | 7     |
| Michael Carbel Svendgaard | Cult Energy                 | -       | 5     | -      | 5     |
| Gerald Ciolek             | MTN-Qhubeka                 | -       | 5     | -      | 5     |
| Tom Devriendt             | Wanty-Groupe Gobert         | -       | 5     | -      | 5     |
| Scott Thwaites            | Bora-Argon 18               | -       | 4     | -      | 4     |
| Yannick Martinez          | Europcar                    | -       | 2     | -      | 2     |

## Évolution des classements
| Étape              | Vainqueur            | Classement général      | Classement par points | Classement de la montagne | Classement du meilleur jeune | Classement par équipes | Classement de la combativité |
| ------------------ | -------------------- | ----------------------- | --------------------- | ------------------------- | ---------------------------- | ---------------------- | ---------------------------- |
| 1                  | Lars Boom            | Lars Boom               | Lars Boom             | Pim Ligthart              | Mads Pedersen                | Astana                 | Kenny De Ketele              |
| 2                  | Edvald Boasson Hagen | Lars Boom               | Lars Boom             | Mathias Westergaard       | Mads Pedersen                | Astana                 | Kenny De Ketele              |
| 3                  | Matti Breschel       | Lars Bak                | Marco Marcato         | Patrick Clausen           | Alexander Kamp               | Tinkoff-Saxo           | Jacques Janse van Rensburg   |
| 4                  | Matti Breschel       | Lars Bak                | Matti Breschel        | Patrick Clausen           | Alexander Kamp               | Tinkoff-Saxo           | Kenny De Ketele              |
| 5                  | Mads Würtz Schmidt   | Christopher Juul Jensen | Matti Breschel        | Patrick Clausen           | Mads Würtz Schmidt           | Tinkoff-Saxo           | Kenny De Ketele              |
| 6                  | Michael Mørkøv       | Christopher Juul Jensen | Matti Breschel        | Pim Ligthart              | Mads Würtz Schmidt           | Tinkoff-Saxo           | Kenny De Ketele              |
| Classements finals | Classements finals   | Christopher Juul Jensen | Matti Breschel        | Pim Ligthart              | Mads Würtz Schmidt           | Tinkoff-Saxo           | Kenny De Ketele              |

## Liste des participants
- Liste de départ complète

| Légende                             | Légende                                                                                                  | Légende                                | Légende                                                                                                  |
| ----------------------------------- | --- | -------------------------------------- | --- |
| Num                                 | Dossard de départ porté par le coureur sur ce Tour du Danemark                                           | Pos                                    | Position finale au classement général                                                                    |
| Leader du classement général        | Indique le vainqueur du classement général                                                               | Leader du classement par points        | Indique le vainqueur du classement par points                                                            |
| Leader du classement de la montagne | Indique le vainqueur du classement de la montagne                                                        | Leader du classement du meilleur jeune | Indique le vainqueur du classement du meilleur jeune                                                     |
|                                     | Indique un maillot de champion national ou mondial, suivi de sa spécialité                               | #                                      | Indique la meilleure équipe                                                                              |
| NP                                  | Indique un coureur qui n'a pas pris le départ d'une étape, suivi du numéro de l'étape où il s'est retiré | AB                                     | Indique un coureur qui n'a pas terminé une étape, suivi du numéro de l'étape où il s'est retiré          |
| HD                                  | Indique un coureur qui a terminé une étape hors des délais, suivi du numéro de l'étape                   | *                                      | Indique un coureur en lice pour le classement du meilleur jeune (coureurs nés après le 1er janvier 1993) |

| Tinkoff-Saxo # TCS                  | Tinkoff-Saxo # TCS                  | Tinkoff-Saxo # TCS |
| ----------------------------------- | ----------------------------------- | ------------------ |
| Num                                 | Coureur                             | Pos                |
| 1                                   | Michael Valgren (DEN)               | 20e                |
| 2                                   | Matti Breschel (DEN)                | 8e                 |
| 3                                   | Christopher Juul Jensen (DEN) (Clm) | 1er                |
| 4                                   | Michal Kolář (SVK)                  | 107e               |
| 5                                   | Jay McCarthy (AUS)                  | 15e                |
| 6                                   | Juraj Sagan (SVK)                   | 91e                |
| 7                                   | Michael Mørkøv (DEN)                | 16e                |
| 8                                   | Michael Gogl (AUT)*                 | 28e                |
| Directeur sportif : Lars Michaelsen |                                     |                    |

| Lotto-Soudal LTS                 | Lotto-Soudal LTS         | Lotto-Soudal LTS |
| -------------------------------- | ------------------------ | ---------------- |
| Num                              | Coureur                  | Pos              |
| 11                               | Lars Bak (DEN)           | 2e               |
| 12                               | Sean De Bie (BEL)        | 24e              |
| 13                               | Kenny Dehaes (BEL)       | 47e              |
| 14                               | Frederik Frison (BEL)    | 45e              |
| 15                               | Pim Ligthart (NED)       | 25e              |
| 16                               | Jelle Vanendert (BEL)    | 18e              |
| 17                               | Tosh Van der Sande (BEL) | 22e              |
| 18                               | Dennis Vanendert (BEL)   | 19e              |
| Directeur sportif : Marc Wauters |                          |                  |

| Astana AST                          | Astana AST              | Astana AST |
| ----------------------------------- | ----------------------- | ---------- |
| Num                                 | Coureur                 | Pos        |
| 21                                  | Jakob Fuglsang (DEN)    | AB-4       |
| 22                                  | Valerio Agnoli (ITA)    | 52e        |
| 23                                  | Maxat Ayazbayev (KAZ)   | 99e        |
| 24                                  | Daniil Fominykh (KAZ)   | 69e        |
| 25                                  | Laurens De Vreese (BEL) | 35e        |
| 26                                  | Arman Kamyshev (KAZ)    | 86e        |
| 27                                  | Ruslan Tleubayev (KAZ)  | 56e        |
| 28                                  | Lars Boom (NED)         | 21e        |
| Directeur sportif : Dmitriy Fofonov |                         |            |

| Sky SKY                               | Sky SKY                    | Sky SKY |
| ------------------------------------- | -------------------------- | ------- |
| Num                                   | Coureur                    | Pos     |
| 31                                    | Lars Petter Nordhaug (NOR) | AB-3    |
| 32                                    | Nathan Earle (AUS)         | 97e     |
| 33                                    | Sebastián Henao (COL)*     | 13e     |
| 34                                    | Christian Knees (GER)      | 14e     |
| 35                                    | Kanstantsin Siutsou (BLR)  | AB-3    |
| 36                                    | Christopher Sutton (AUS)   | 92e     |
| 37                                    | Ben Swift (GBR)            | 39e     |
| 38                                    | Alex Peters (GBR)*         | AB-3    |
| Directeur sportif : Kurt Asle Arvesen |                            |         |

| Europcar EUC                          | Europcar EUC              | Europcar EUC |
| ------------------------------------- | ------------------------- | ------------ |
| Num                                   | Coureur                   | Pos          |
| 41                                    | Jimmy Engoulvent (FRA)    | AB-6         |
| 42                                    | Dan Craven (NAM) (Route)  | 85e          |
| 43                                    | Giovanni Bernaudeau (FRA) | 87e          |
| 44                                    | Vincent Jérôme (FRA)      | 46e          |
| 45                                    | Morgan Lamoisson (FRA)    | 102e         |
| 46                                    | Yannick Martinez (FRA)    | 65e          |
| 47                                    | Julien Morice (FRA)       | AB-6         |
| 48                                    | Alexandre Pichot (FRA)    | 84e          |
| Directeur sportif : Dominique Arnould |                           |              |

| Wanty-Groupe Gobert WGG                 | Wanty-Groupe Gobert WGG   | Wanty-Groupe Gobert WGG |
| --------------------------------------- | ------------------------- | ----------------------- |
| Num                                     | Coureur                   | Pos                     |
| 51                                      | Enrico Gasparotto (ITA)   | 27e                     |
| 52                                      | James Vanlandschoot (BEL) | 44e                     |
| 53                                      | Tom Devriendt (BEL)       | 93e                     |
| 54                                      | Boris Dron (BEL)          | 94e                     |
| 55                                      | Kevin Callebaut (BEL)     | 82e                     |
| 56                                      | Marco Marcato (ITA)       | 3e                      |
| 57                                      | Simone Antonini (ITA)     | 58e                     |
| 58                                      | Robin Stenuit (BEL)       | 77e                     |
| Directeur sportif : Jean-Marc Rossignon |                           |                         |

| MTN-Qhubeka MTN                       | MTN-Qhubeka MTN                        | MTN-Qhubeka MTN |
| ------------------------------------- | -------------------------------------- | --------------- |
| Num                                   | Coureur                                | Pos             |
| 61                                    | Edvald Boasson Hagen (NOR) (Route/Clm) | 6e              |
| 62                                    | Theo Bos (NED)                         | 127e            |
| 63                                    | Gerald Ciolek (GER)                    | AB-6            |
| 64                                    | Andreas Stauff (GER)                   | 50e             |
| 65                                    | Jacobus Venter (RSA)                   | 66e             |
| 66                                    | Kristian Sbaragli (ITA)                | 51e             |
| 67                                    | Nicolas Dougall (RSA)                  | 95e             |
| 68                                    | Jacques Janse van Rensburg (RSA)       | AB-4            |
| Directeur sportif : Michel Cornelisse |                                        |                 |

| Bardiani CSF BAR                  | Bardiani CSF BAR         | Bardiani CSF BAR |
| --------------------------------- | ------------------------ | ---------------- |
| Num                               | Coureur                  | Pos              |
| 71                                | Enrico Battaglin (ITA)   | 78e              |
| 72                                | Nicola Ruffoni (ITA)     | 76e              |
| 73                                | Luca Sterbini (ITA)      | AB-4             |
| 74                                | Simone Sterbini (ITA)*   | AB-1             |
| 75                                | Nicola Boem (ITA)        | 124e             |
| 76                                | Paolo Simion (ITA)       | 100e             |
| 77                                | Andrea Piechele (ITA)    | 68e              |
| 78                                | Alessandro Tonelli (ITA) | 105e             |
| Directeur sportif : Mirko Rossato |                          |                  |

| Topsport Vlaanderen-Baloise TSV    | Topsport Vlaanderen-Baloise TSV | Topsport Vlaanderen-Baloise TSV |
| ---------------------------------- | ------------------------------- | ------------------------------- |
| Num                                | Coureur                         | Pos                             |
| 81                                 | Kenny De Ketele (BEL)           | 83e                             |
| 82                                 | Jarl Salomein (BEL)             | 36e                             |
| 83                                 | Moreno De Pauw (BEL)            | 118e                            |
| 84                                 | Amaury Capiot (BEL)*            | 40e                             |
| 85                                 | Jens Wallays (BEL)              | 37e                             |
| 86                                 | Stijn Steels (BEL)              | 67e                             |
| 87                                 | Floris De Tier (BEL)            | 17e                             |
| 88                                 | Jef Van Meirhaeghe (BEL)        | 96e                             |
| Directeur sportif : Hans De Clercq |                                 |                                 |

| Novo Nordisk TNN                      | Novo Nordisk TNN           | Novo Nordisk TNN |
| ------------------------------------- | -------------------------- | ---------------- |
| Num                                   | Coureur                    | Pos              |
| 91                                    | Andrea Peron (ITA)         | 60e              |
| 92                                    | Martijn Verschoor (NED)    | AB-6             |
| 93                                    | Joonas Henttala (FIN)      | 117e             |
| 94                                    | Javier Mejías (ESP)        | 108e             |
| 95                                    | Christopher Williams (AUS) | 114e             |
| 96                                    | James Glasspool (AUS)      | AB-1             |
| 97                                    | Charles Planet (FRA)*      | 81e              |
| 98                                    | David Lozano (ESP)         | 74e              |
| Directeur sportif : Vassili Davidenko |                            |                  |

| Bora-Argon 18 BOA                    | Bora-Argon 18 BOA         | Bora-Argon 18 BOA |
| ------------------------------------ | ------------------------- | ----------------- |
| Num                                  | Coureur                   | Pos               |
| 101                                  | Phil Bauhaus (GER)*       | 64e               |
| 102                                  | Cesare Benedetti (ITA)    | 80e               |
| 103                                  | Patrick Konrad (AUT)      | 5e                |
| 104                                  | Christoph Pfingsten (GER) | 34e               |
| 105                                  | Björn Thurau (GER)        | 29e               |
| 106                                  | Scott Thwaites (GBR)      | 43e               |
| 107                                  | Daniel Schorn (AUT)       | 54e               |
| 108                                  | Gregor Mühlberger (AUT)*  | 89e               |
| Directeur sportif : Steffen Radochla |                           |                   |

| Roompot Oranje Peloton ROP               | Roompot Oranje Peloton ROP | Roompot Oranje Peloton ROP |
| ---------------------------------------- | -------------------------- | -------------------------- |
| Num                                      | Coureur                    | Pos                        |
| 111                                      | Michel Kreder (NED)        | 23e                        |
| 112                                      | Brian van Goethem (NED)    | 72e                        |
| 113                                      | Sjoerd van Ginneken (NED)  | 53e                        |
| 114                                      | Raymond Kreder (NED)       | 57e                        |
| 115                                      | Marc de Maar (NED)         | 61e                        |
| 116                                      | Maurits Lammertink (NED)   | 12e                        |
| 117                                      | Ivar Slik (NED)*           | 90e                        |
| 118                                      | Mike Terpstra (NED)        | 49e                        |
| Directeur sportif : Jean-Paul van Poppel |                            |                            |

| Cult Energy CLT                    | Cult Energy CLT                  | Cult Energy CLT |
| ---------------------------------- | -------------------------------- | --------------- |
| Num                                | Coureur                          | Pos             |
| 121                                | Linus Gerdemann (GER)            | 48e             |
| 122                                | Michael Carbel Svendgaard (DEN)* | 62e             |
| 123                                | Rasmus Guldhammer (DEN)          | 4e              |
| 124                                | Mads Pedersen (DEN)*             | 71e             |
| 125                                | Martin Mortensen (DEN)           | 41e             |
| 126                                | Troels Vinther (DEN)             | 11e             |
| 127                                | Rasmus Christian Quaade (DEN)    | 59e             |
| 128                                | Michael Reihs (DEN)              | 55e             |
| Directeur sportif : Michael Skelde |                                  |                 |

| Trefor-Blue Water TBW              | Trefor-Blue Water TBW        | Trefor-Blue Water TBW |
| ---------------------------------- | ---------------------------- | --------------------- |
| Num                                | Coureur                      | Pos                   |
| 131                                | Søren Kragh Andersen (DEN)*  | 31e                   |
| 132                                | Asbjørn Kragh Andersen (DEN) | 32e                   |
| 133                                | Michael Olsson (SWE)         | 30e                   |
| 134                                | Daniel Foder (DEN)           | 88e                   |
| 135                                | Jonas Gregaard (DEN)*        | 110e                  |
| 136                                | Alex Rasmussen (DEN)         | 113e                  |
| 137                                | Patrick Clausen (DEN)        | 101e                  |
| 138                                | Mark Sehested Pedersen (DEN) | 106e                  |
| Directeur sportif : Allan Johansen |                              |                       |

| ColoQuick TCQ                           | ColoQuick TCQ                | ColoQuick TCQ |
| --------------------------------------- | ---------------------------- | ------------- |
| Num                                     | Coureur                      | Pos           |
| 141                                     | Alexander Kamp (DEN)*        | 9e            |
| 142                                     | Mads Würtz Schmidt (DEN)*    | 7e            |
| 143                                     | Rune Almindsø (DEN)*         | 126e          |
| 144                                     | Christian Jørgensen (DEN)    | 111e          |
| 145                                     | Jesper Odgaard Nielsen (DEN) | AB-6          |
| 146                                     | Rolf Nyborg Broge (DEN)      | 115e          |
| 147                                     | Christian Nyvang Lund (DEN)* | 116e          |
| 148                                     | Dennis Herforth Jensen (DEN) | 119e          |
| Directeur sportif : Ricky Enø Jørgensen |                              |               |

| Almeborg-Bornholm ABB                        | Almeborg-Bornholm ABB       | Almeborg-Bornholm ABB |
| -------------------------------------------- | --------------------------- | --------------------- |
| Num                                          | Coureur                     | Pos                   |
| 151                                          | Martin Madsen (DEN)         | 98e                   |
| 152                                          | Stefan Djurhuus (DEN)       | 73e                   |
| 153                                          | Heine Winding (DEN)         | AB-6                  |
| 154                                          | Jesper Juul Andreasen (DEN) | 123e                  |
| 155                                          | Christoffer Lisson (DEN)*   | 38e                   |
| 156                                          | Emil Ravnsholt (DEN)*       | AB-3                  |
| 157                                          | Simon Bigum (DEN)*          | AB-4                  |
| 158                                          | Mathias Westergaard (DEN)*  | 120e                  |
| Directeur sportif : Christian Juul Andreasen |                             |                       |

| Riwal Platform RIW                      | Riwal Platform RIW           | Riwal Platform RIW |
| --------------------------------------- | ---------------------------- | ------------------ |
| Num                                     | Coureur                      | Pos                |
| 161                                     | Jonas Aaen Jørgensen (DEN)   | 26e                |
| 162                                     | Nikola Aistrup (DEN)         | 112e               |
| 163                                     | Emil Bækhøj Halvorsen (DEN)* | 125e               |
| 164                                     | Nicolai Brøchner (DEN)*      | 70e                |
| 165                                     | Martin Herbæk Grøn (DEN)*    | 33e                |
| 166                                     | Rasmus Mygind (DEN)          | 79e                |
| 167                                     | Casper Pedersen (DEN)*       | 109e               |
| 168                                     | Morten Øllegård (DEN)        | 75e                |
| Directeur sportif : Christian Ranneries |                              |                    |

| Équipe nationale du Danemark DEN | Équipe nationale du Danemark DEN | Équipe nationale du Danemark DEN |
| -------------------------------- | -------------------------------- | -------------------------------- |
| Num                              | Coureur                          | Pos                              |
| 171                              | Magnus Cort Nielsen (DEN)*       | 10e                              |
| 172                              | Magnus Bak Klaris (DEN)*         | 63e                              |
| 173                              | Mathias Krigbaum (DEN)*          | 122e                             |
| 174                              | Daniel Hartvig (DEN)*            | AB-6                             |
| 175                              | Kasper Asgreen (DEN)*            | 103e                             |
| 176                              | Nicolaj Steen (DEN)*             | 42e                              |
| 177                              | Jesper Schultz (DEN)*            | 104e                             |
| 178                              | Frederik Zeuner (DEN)*           | 121e                             |
| Directeur sportif : Lars Bonde   |                                  |                                  |